# Oklepne enote
Oklepne enote (tudi tankovske enote) so vojaška enota, ki so opremljene s tanki ter izurjene za oklepno bojevanje.
Glavni namen oklepnih enot je prodor sovražnikove obrambne linije, zagotavljanje ognjene podpore pehoti, boj s sovražnikovimi oklepnimi vozili, ...
Od druge svetovne vojne naprej so tanki postali pomemben element v sodobnem bojevanju.

## Organizacija oklepnih enot
Najmanjša oklepna enota je tankovski vod.

## Seznami
- seznam oklepnih enot